# Apollo (Schiff, 1970)
Die Apollo war eine Ro-Ro-Fähre der kanadischen Reederei Labrador Marine. Sie entstand auf der Meyer Werft als Typschiff der Papenburg Sisters und wurde im Jahr 1970 fertiggestellt.

## Geschichte
Die Apollo entstand unter der Baunummer 560 auf der Werft Jos. L. Meyer in Papenburg für die Rederi Slite gebaut. Es war das erste einer Serie von neun „Papenburg Sisters“ genannten Fährschiffen, von denen sechs für den Fährverkehr der Viking Line gebaut wurden. Die Fertigstellung des Schiffes erfolgte im April 1970. Das am 29. April 1970 abgelieferte Schiff kam unter der Flagge Schwedens in Fahrt und wurde bis 1976 von Viking Line überwiegend zwischen Kapellskär, Mariehamn und Naantali eingesetzt.
Da die Kapazität des Schiffes für Viking Line nicht mehr ausreichte, wurde es im März 1976 an Olau Line verkauft. Olau Line setzte das unter die Flagge Dänemarks gebrachte Schiff als Olau Kent zwischen Vlissingen und Sheerness ein.
Nachdem das Schiff im September 1980 in Vlissingen arrestiert worden war, wurde es im November 1980 zwangsversteigert. Auf diesem Weg kam es zur Reederei Nordisk Færgefart, die das Schiff als Gelting Nord auf der Strecke zwischen Faaborg und Gelting einsetzte. Im März 1984 wurde das Schiff unter die Flagge der Bahamas gebracht und in der Folge mehrfach verchartert. Zunächst wurde es von Brittany Ferries als Benodet zwischen Plymouth und Roscoff eingesetzt. Ein Jahr später fuhr es als Corbiére für Channel Island Ferries zwischen den Kanalinseln Jersey und Guernsey und Portsmouth, teilweise auch Saint-Malo, später dann für British Channel Island Ferries, die aus dem Zusammenschluss von Channel Island Ferries und Sealink entstanden waren. 1989 schließlich wurde das Schiff von Truckline Ferries, einer Tochtergesellschaft von Brittany Ferries, zwischen Poole und Cherbourg eingesetzt. 1990 wurde das Schiff an Eckerö Line verkauft, fuhr aber zunächst noch ein weiteres Jahr auf der Strecke zwischen Poole und Cherbourg. Nach dem Ende der Charter brachte Eckerö Line das Schiff unter die Flagge Estlands und ließ es durch Estonian New Line zwischen Helsinki und Tallinn einsetzen. Durch den Zusammenschluss mit Tallink kam das Schiff Anfang 1994 zu Tallink. Von 1995 bis 1997 fuhr das Anfang 1995 wieder in Apollo umbenannte Schiff für Eestin Linjat, die Eckerö mit Birka Line gemeinsam betrieb, auf der Strecke zwischen Helsinki und Tallinn. Anschließend wurde das Schiff in Mariehamn aufgelegt.
Von Frühjahr bis Herbst 1998 wurde die Fähre als Hotelschiff in Wyborg genutzt. Ende des Jahres fuhr es kurzfristig für Tallink zwischen Kapellskär und Paldiski. 1999 charterte Nordisk Færgefart das Schiff und betrieb es rund ein halbes Jahr zwischen Bagenkop und Kiel. Mit dem Ende der Möglichkeit zum zollfreien Einkauf an Bord von Schiffen in der EU wurde die Verbindung Ende Juni 1999 eingestellt und das Schiff erneut in Mariehamn aufgelegt.
Ende 1999 wurde das Schiff an das kanadische Unternehmen Labrador Marine verkauft. Das Schiff wurde unter der Flagge Kanadas auf der Strecke über die Belle-Isle-Straße zwischen Blanc-Sablon in der Provinz Québec und St. Barbe auf Neufundland eingesetzt. Statt St. Barbe wurde in den Wintermonaten Corner Brook angelaufen, wenn St. Barbe aufgrund der Eissituation nicht angelaufen werden konnte.
Im September 2018 kaufte Labrador Marine zwei der Doppelendfähren des Typs MM90FC, mit denen sie alte Fähren ersetzte. Die Strecke der Apollo über die Belle-Isle-Straße übernahm Anfang 2019 die in Qajaq W umbenannte, frühere Grete. Die Apollo wurde anschließend außer Dienst gestellt und aufgelegt.
Anfang 2019 wurde die Apollo ohne vorherige Inspektion von der Société des traversiers du Québec (STQ) erworben, um kurzfristig die mit Antriebsproblemen ausgefallene F.-A.-Gauthier zu ersetzen. Zu dem Kaufpreis von 2,1 Millionen US-Dollar kamen noch weitere 1,4 Millionen US-Dollar an Modernisierungskosten. Die Fähre wurde am 14. Februar 2019 auf der Fährverbindung über den Sankt-Lorenz-Strom zwischen Matane und Baie-Comeau bzw. Matane und Godbout in Dienst gestellt. Der nur als Übergangslösung vorgesehene Einsatz der Fähre endete bereits nach 17 Tagen. Nachdem die Fähre in zwei Kollisionen verwickelt war, gab es erhebliche Zweifel an der Eignung des Schiffes für den vorgesehenen Dienst. Es wurde daraufhin außer Dienst gestellt und in Québec aufgelegt. Zum 16. März 2019 wurde das Schiff zum Totalverlust erklärt. Im September des gleichen Jahres zahlte STQ weitere zwei Millionen US-Dollar, um das Schiff als künstliches Riff vorzubereiten und versenken zu lassen. Dieses Vorhaben stellte sich als zu aufwendig heraus, unter anderem wegen einer größeren Menge an verbautem Asbest, als bei der Planung erwartet worden war. Im Oktober 2020 wurde die Apollo für einen symbolischen US-Dollar an eine Abwrackwerft in Dalhousie in der kanadischen Provinz New Brunswick verkauft.
Anschließend wurde das Schiff jedoch weiterverkauft zum Abbruch in Aliağa. Das Schiff verließ Québec am 2. August 2021 im Schlepp der Mirjana K, welche sie nach Aliağa schleppte. Der Schleppzug traf am 5. September 2021 auf Reede vor Aliağa ein und das Schiff wurde am 8. September zur Verschrottung gestrandet.

## Technische Daten und Ausstattung
Das Schiff wurde zunächst von zwei KHD-Dieselmotoren (Typ: SBV 12M 350) angetrieben. Anfang der 1980er-Jahre wurden die Motoren durch zwei MAN-B&W-Dieselmotoren (Typ: 9L32/36) ersetzt. Die Motoren wirkten auf zwei Verstellpropeller. Die Reisegeschwindigkeit des Schiffes betrug rund 18 kn. Das Schiff war mit einem Bugstrahlruder ausgerüstet.
Das Schiff verfügte über sieben Decks, darunter zwei Fahrzeugdecks. Das untere Fahrzeugdeck auf Deck 2 (A-Deck) war über eine Heckrampe sowie eine Bugöffnung zu erreichen. Die Bugöffnung wurde durch ein Bugvisier verschlossen, das zum Öffnen nach oben geklappt wurde. Infolge des Untergangs der Estonia im September 1994 wurde das Schiff mit einem zusätzlichen Schott zwischen Bugvisier und Autodeck ausgerüstet. Das obere Fahrzeugdeck auf Deck 3 (B-Deck) war über Rampen vom unteren Fahrzeugdeck aus zu erreichen.
Unterhalb der Fahrzeugdecks befanden sich auf Deck 1 der Maschinenraum und Einrichtungen für die Schiffsbesatzung. Auf den oberhalb der Fahrzeugdecks liegenden Decks 4 bis 6 befanden sich Einrichtungen für Passagiere, auf Deck 6 (E-Deck) auch Einrichtungen für die Schiffsbesatzung ebenso wie auf dem darüber liegenden Brückendeck mit der Kommandobrücke (F-Deck). Auf Deck 4 (C-Deck) befanden sich die Passagierkabinen, die Rezeption, ein kleiner Laden, ein Kinderspielzimmer sowie eine kleine Sauna. Auf diesem Deck befand sich auch der Zugang für Passagiere, die ohne Fahrzeug reisen.
Aufgrund der kurzen Passagezeit zwischen Blanc-Sablon und St. Barbe wurden die Einrichtungen auf Deck 4 nicht benötigt. Ein Teil der Kabinen wurden von der Schiffsbesatzung genutzt, die dafür die Kabinen im Mannschaftsdeck auf Deck 1 unterhalb der Fahrzeugdecks aufgegeben hatten.
Auf Deck 5 (D-Deck) befanden sich u. a. ein Restaurant, das ebenfalls nicht mehr genutzt wurde, eine Cafeteria, Bar, Ruhesessel und ein Kinderspielzimmer, wo sich früher ein Kiosk befand. Im hinteren Bereich des Schiffes befand sich ein Sonnendeck.
Auf Deck 6 (E-Deck) befanden sich u. a. eine Lounge und weitere Ruhesessel sowie ein nach drei Seiten umlaufendes Sonnendeck. Hier befanden sich auf beiden Seiten des Schiffes auch drei Rettungsboote sowie Rettungsinseln. Die Rettungsboote wurden Mitte der 2000er-Jahre entfernt und durch zusätzliche Rettungsinseln ersetzt.
Die Passagierkapazität betrug zunächst 1200 Personen. In den Passagierkabinen konnten 240 Personen untergebracht werden. Für weitere Passagiere standen Ruhesessel zur Verfügung. Auf den Fahrzeugdecks konnten 260 Pkw befördert werden. Durch Umbauten veränderten sich die zur Verfügung stehenden Kapazitäten. Im Fährverkehr zwischen Blanc-Sablon und St. Barbe betrug die Kapazität des Schiffes 240 Passagiere und 85 Pkw.